# إسحق عظيموف
إسحق عظيموف أو إسحاق أسيموف أو إسحاق أزيموف (2 يناير 1920 - 6 أبريل 1992) (الروسية: Айзек Азимов) (بالإنجليزية: Isaac Asimov) مؤلف أمريكي روسي المولد وكيميائي حيوي في تخصصه الأصلي.
كان أسيموف من أكثر الأدباء غزارة في الكتابة، إذ له أكثر من 500 كتاب، إضافة لحوالي 90 ألف رسالة وبطاقة.
اشتهر بكتاباته في روايات الخيال العلمي، حيث لاقت رواياته نجاحا وانتشارا كبيرين. وقد تركت مؤلفاته أثرا كبيرا في سينما الخيال العلمي وحتى في علوم الرجل الآلي أو ما يسمى بالروبوتيك، عن طريق ما يعرف بالقوانين الثلاثة للروبوتات. كما اشتهر بسلسلة الأساس التي فازت عام 1966 بجائزة هوغو لأحسن سلسلة خيال علمي لكلّ الأوقات.

## حياته

### نشأته
ولد بقرية بتروفيتشي (قرية قرب حدود بيلاروسيا) في الإتحاد السوفياتي سابقا (روسيا اليوم) في تاريخ مجهول بين 14 أكتوبر 1919 و2 يناير 1920 (الكاتب نفسه يحتفل بعيد مولده في 2 يناير). عائلته من اليهود الأشكناز الذين إشتغلو بالطحانة. أبويه هما يهوذا (Judah) أسيموف وحنّة راحيل (Anna Rachel) أسيموف، وله شقيقين، أخته مارسيا وأخوه ستانلي.
لقبه مشتق من «أوزيمي» (озимые) وهي كلمة روسية تعني حبوب الشتاء (يفترض أنّ أحد أجداده كان يعمل في هذا المجال).
خلافا للترجمات العربية التي حوّلت (بشكل خاطئ) لقبه ل«عظيموف» لتناسقه مع طريقة اللفظ العربية؛ ولا يحمل معنى لقبه في لغته الأم معنى العظمة إطلاقا.
هاجرت عائلته إلى الولايات المتّحدة الأمريكيّة وعمره 3 سنوات. واستقرّت ببروكلين، أحد أحياء نيويورك، واشتغلت في بيع الحلويات.
رغم أصوله الروسية، لم يتعلّم إسحاق أسيموف أبدا اللغة الروسية، إذ كان أبويه يحدّثانه دائما باليديشية والإنكليزية.

### تعليمه ومسيرته الأدبية
تعلم إسحاق القراءة بنفسه في سن الخامسة، ثم تعلم اللغة الإيديشية أحد اللهجات الألمانية. وأنهى دراسته الثانوية في سن الـ 15، والتحق بجامعة كولمبيا. حصل على إجازة في العلوم عام 1939، ثم حصل على الماجستير والدكتوراه من ذات الجامعة.
بدأت مسيرته العملية بعمل مؤقت في كلية الطب بجامعة بوسطن عام 1949، ثم أستاذ مساعد في الكيمياء الحيوية في عام 1955. ثم عُيِّن رسميا كأستاذ بالجامعة، ومحاضر بدوام كامل.

### مرضه ووفاته
عانى أسيموف من نوبة قلبية في عام 1977، وكان قد أجرى جراحة على قلبه في ديسمبر كانون الأول عام 1983. ذكر شقيقه، ستانلي، عندما توفي في مدينة نيويورك في 6 أبريل، 1992، أن سبب وفاته كان فشل القلب والكلى.

## سلسلة الأساس
في سلسلة الأساس يتخيّل أسيموف مستقبل البشرية. وهي تبدأ مع انهيار الإمبراطورية المجرية. يخترع الباحث هاري سيلدون علما جديدا يدعى البسيكوتاريخ. وهو يستند إلى قانون الأعداد الكبيرة ونظرية الاحتمالات ليتمكن من «التنبؤ بالمستقبل» أو، بشكل أكثر دقة، لحساب الاحتمالات لمختلف المستقبلات المحتملة. بفضل هذا العلم تتقلّص مدّة الانهيار من ثلاثين ألف سنة إلى ألف سنة فقط.
القصص حسب الترتيب الزمني للأحداث:
- مقدمة الأساس (Prelude to Foundation) صدرت عام 1988
- طلائع الأساس (Forward the Foundation) صدرت عام 1992
- الأساس (Foundation) صدرت عام 1951
- الأساس والإمبراطورية (Foundation and Empire) صدرت عام 1952
- الأساس الثاني (Second Foundation) صدرت عام 1953
- أطراف الأساس (Foundation's Edge) صدرت عام 1982
- الأساس والأرض (Foundation and Earth) صدرت عام 1986

## سلسلة أليجاه بالاي
تتكوّن من أربع روايات وتروي مغامرات مفتش الشرطة أليجاه بالاي:
- كهوف الصلب (The Caves of Steel)
- الشمس المكشوفة (The Naked Sun)
- روبوتات الفجر (Robots of Dawn)
- الروبوتات والإمبراطورية (Robots and Empire)

## قائمة مجموعاته القصصية
- أنا (I, Robot) مجموعة قصصية صدرت عام 1950
- الطريق المريخي وقصص أخرى (The Martian Way and Other Stories)
- الأرض متسع كاف (Earth Is Room Enough)
- المستقبل يبدأ غدا (Nine Tomorrows) مجموعة قصصية صدرت عام 1958. منها قصّة «كل اضطرابات العالم»
- بقايا الروبوتات (The Rest of the Robots)
- أسرار أسيموف (Asimov's Mysteries)
- الغسق (Nightfall)
- أسيموف مبكرا (The Early Asimov)
- شراء كوكب المشتري وقصص أخرى (Buy Jupiter and Other Stories)
- الرجل ذو المائتي عام وقصص أخرى (The Bicentennial Man and Other Stories)
- الروبوت الكامل (The Complete Robot)
- رياح التغيير وقصص أخرى (The Winds of Change and Other Stories) مجموعة قصصية من قصص الخيال العلمي منها «في ثمن ورق البردي». صدرت عام 1983
- أحلام الروبوت (Robot Dreams)
- عزازل (azazel)
- رؤى الروبوت (Robot Visions)
- ذهب (Gold)
- سحري (Magic)
- الحجر المتحدث وقصص أخرى ()

## مؤلفاته المترجمة للعربية
- البدايات: قصة نشوء الإنسان - الحياة - الأرض - الكون  ترجمة: ظريف عبد الله، الناشر: المجلس الأعلى للثقافة
- استعراض الروبوط ترجمة: فداء دكروب، الناشر: دار الحداثة للطباعة والنشر
- العلم وآفاق المستقبل ترجمة: السيد عطا، الناشر: الهيئة المصرية العامة للكتاب
- نسبية الضلال: مقالات حول النظام الشمسي وما وراءه ، الناشر: أكاديميا إنترناشونال
- محطات في تاريخ الكيمياء ترجمة: مشعل خداج، الناشر: معهد الإنماء العربي
- العملاق النووي ترجمة: إلياس شمعون، الناشر: أكاديميا إنترناشونال
- الحقيقة والخيال ترجمة: محمد جمال الدين الفندي وجابر عبد الحميد جابر، الناشر: دار المعارف بمصر بالاشتراك مع مؤسسة فرانكلين للطباعة والنشر، تاريخ النشر: 1965

## اقرأ أيضاً
- عقدة فرانكشتاين
- ديفيد هانسون (مهندس روبوتات)

## روابط خارجية
- إسحق عظيموف على موقع IMDb (الإنجليزية)
- إسحق عظيموف على موقع الموسوعة البريطانية (الإنجليزية)
- إسحق عظيموف على موقع مونزينجر (الألمانية)
- إسحق عظيموف على موقع ميوزك برينز (الإنجليزية)
- إسحق عظيموف على موقع إن إن دي بي (الإنجليزية)
- إسحق عظيموف على موقع ديسكوغز (الإنجليزية)
- إسحق عظيموف على موقع قاعدة بيانات الفيلم (الإنجليزية)
- إسحق عظيموف  على قاعدة بيانات الخيال التأملي على الإنترنت